# Gouvernement Duvieusart
Royaume de Belgique
G. Eyskens I Pholien
Le gouvernement Duvieusart, du nom de son Premier ministre, Jean Duvieusart, a exercé le pouvoir exécutif en Belgique du 8 juin au 16 août 1950. Durant cette courte période, il a été le gouvernement du retour du roi Léopold III, de l'insurrection populaire et du dénouement de la question royale. Sa politique internationale est marquée par l'éclatement de la guerre de Corée. 
Le résultat des élections anticipées du 4 juin 1950 donne au Parti social-chrétien, pour la première fois depuis 25 ans, la possibilité de former un gouvernement homogène, avec 47 % des suffrages. Le PSC obtient, par le régime électoral de la représentation proportionnelle, la majorité parlementaire.
Cette majorité absolue, à la Chambre et au Sénat, signifie pour ce parti la possibilité de mettre fin à la crise institutionnelle qui divise le pays depuis la fin de la Seconde Guerre mondiale, seul le Parti catholique étant favorable au retour du roi, contrairement aux partis communistes, socialistes et libéraux.

## La formation du gouvernement
Dès le 6 juin, Jean Duvieusart, considéré comme modéré, est appelé par le Prince régent, lequel lui signifie que « le PSC lui avait dit qu'il devait le charger de former le gouvernement », et que « son frère était le roi d'un parti ». Frappé par l'attitude distante du Régent, le nouveau Premier ministre répond que le fonctionnement constitutionnel des institutions belges indique évidemment que la charge doit revenir à un membre du PSC, et que le retour du roi ne peut se faire sous la responsabilité d'un parti, mais bien d'une majorité parlementaire
Dès le lendemain, la liste des ministres est proposée et acceptée par le prince Charles. le conseil est composé de 15 membres, Premier ministre compris. Il comprend tous les ministres membres du parti catholiques en poste au sein du précédent gouvernement, rejoints par de nouveaux titulaires en remplacement des ministres libéraux.
| Composition du gouvernement | Parti social-chrétien (unitaire)                          |
| Jean Duvieusart             | Premier ministre                                          |
| Gaston Eyskens              | Ministre des Affaires économiques et des Classes moyennes |
| Henry Carton de Wiart       | Ministre de la Justice                                    |
| Paul Van Zeeland            | Ministre des Affaires étrangères et du Commerce extérieur |
| Albert de Vleeschauwer      | Ministre de l'Intérieur                                   |
| Paul-Willem Segers          | Ministre des Communications                               |
| Oscar Behogne               | Ministre du Travail et de la Prévoyance sociale           |
| Maurice Orban               | Ministre de l'Agriculture                                 |
| Pierre Wigny                | Ministre des Colonies                                     |
| Henri Moreau de Melen       | Ministre de la Défense nationale                          |
| Jean Van Houtte             | Ministre des Finances                                     |
| Albert Coppé                | Ministres des Travaux publics                             |
| Pierre Harmel               | Ministre de l'Instruction publique                        |
| Alfred De Taeye             | Ministre de la Santé publique et de la Famille            |
| André Dequae                | Ministre de la Reconstruction                             |

La déclaration gouvernementale est lue devant la Chambre et le Sénat le 28 juin. La partie la plus importante des débats concerne la question du retour du roi. Le gouvernement constate la fin de l'impossibilité de régner. La confiance à la politique gouvernementale est votée par une fragile majorité de 108 voix contre 100 et une abstention le 30 juin à la Chambre, et par 90 voix contre 83 le 5 juillet au Sénat.